# Snake's Revenge
Snake's Revenge est un jeu vidéo d'action-infiltration développé et édité par Konami en 1990 sur Nintendo Entertainment System. Il se veut une suite de la version MSX de Metal Gear, la version nes n'ayant aucun appel a une suite après générique, et l'infiltration dans la base commencant par les notes du theme de Tara, présent uniquement sur MSX. Il faut cependant différencier ce jeu de Metal Gear 2: Solid Snake sur MSX2, véritable suite de Metal Gear et conçue par Hideo Kojima. Snake's Revenge est plus orienté action que le premier opus et est considéré comme un épisode hors-série.

## Personnages
- Solid Snake
- John Turner
- Nick Myer
- Jennifer X
- Big Boss (Colonel Vermon CatTaffy dans le manuel)

## Accueil
- Consoles + : 33 %[2]

- Joypad : 93 %[3]

## Équipe de développement
- Programmation : H. Akamatsu, Kouki Yamashita, Yasuo Okuda, S. Fukuoka
- Graphismes : A. Nozaki, Takeshi Fujimoto
- Son : T. Ogura